# Theorie des reintegrativen Beschämens
Die Theorie des reintegrativen Beschämens (englisch: Reintegrative Shaming) will das Ausbleiben krimineller Handlungen erklären und zugleich eine wirksame Kriminalitätskontrolle darstellen. Die 1989 vom australischen Kriminologen John Braithwaite publizierte Theorie setzt dabei auf die Integrationswirkung einer positiv gewendeten Beschämung des Straftäters.

## Inhaltliche Aussagen
Wenn die Kräfte der sozialen Bindungen versagen und es zu (primärer) Delinquenz kommt, muss die soziale Umwelt darauf mit shaming reagieren. Darunter sind alle Vorgänge sozialer Missbilligung zu verstehen, mit denen einer Person deutlich signalisiert wird, dass ihr Verhalten unangemessen oder moralisch falsch ist. Ziel des shaming ist, dass der Delinquent seinen Fehler erkennt und in ihm Reue und Schuldgefühle hervorgerufen werden. Die Furcht vor Gewissensbissen und weiteren peinlichen Zurückweisungen soll ihn von weiteren Straftaten abhalten. Zudem soll durch die zeremonielle Missbilligung das Vertrauen der gesetzestreuen Gemeinschaftsmitglieder in die Wirkkraft der Normen gestärkt werden.
Braithwaite unterscheidet zwei Formen der Beschämung, das reintegrative Shaming und stigmatization. Die stigmatisierende Beschämung führt zu einer weiteren Schwächung der Bindungen an die Gesellschaft, weil der Delinquent durch sie exkludiert wird und ihm die Gelegenheiten zum legalen Lebensunterhalt genommen sind. Das macht sekundäre Devianz wahrscheinlich. Nur die reintegrierende Beschämung kann verhaltenskontrollierende Wirkung entfalten und Rückfälle vermeiden. Bei dieser Form der Beschämung wird nur das strafbare Verhalten missbilligt, nicht aber die Person des Täters zurückgewiesen. Der wird im unmittelbaren Anschluss an die kollektive Missbilligung im Rahmen einer Zeremonie Vergebung und Wiederaufnahme in die Gemeinschaft gewährt.

## Kriminologische Rezeption
Die Theorie des reintegrativen Beschämens gilt als Meilenstein kriminologischer Theoriebildung. Sie sorgte gleich nach Erscheinen über Australien und Neuseeland hinaus im gesamten angloamerikanischen Sprachraum für Aufsehen. Die große Beachtung erklärt sich daraus, dass Braithwaite die wichtigsten Theoriestränge der Kriminalsoziologie in seinem Ansatz miteinander verknüpfte: Subkultur-, Kontroll-, Anomie- und Lerntheorie sowie den Labeling Approach.
Einschränkend ist jedoch, dass das Reintegrative Beschämen nur in kommunitaristischen Gesellschaften funktionieren kann. Westliche Gesellschaften sind infolge von Urbanisierung und Mobilität dagegen individualistisch konzipiert. Karl-Ludwig Kunz und Tobias Singelnstein weisen auf die Zwiespältigkeit des Braithwaite-Konzepts hin: „Wer für Bürgerbeteiligung bei der Beschämung von Straftätern – und nicht etwa bei der Herstellung eines sozialen Ausgleichs! – eintritt, spielt mit dem Feuer.“ Unter den realen Bedingungen einer nichtkommunitarischen Gesellschaft, in der sich Bürger eher bei der Ächtung als bei der tätigen Wiedereingliederung von Tätern engagieren, sei weniger mit einer re-integrativen als einer stigmatisierenden Wirkung der Beschämung zu rechnen.